# Parietaria erronea
Parietaria erronea är en nässelväxtart som beskrevs av P.P. Panov. Parietaria erronea ingår i släktet väggörter, och familjen nässelväxter. Inga underarter finns listade i Catalogue of Life.